# Перша радянська антарктична експедиція
Пе́рша радя́нська ко́мплексна антаркти́чна експеди́ція (І КАЕ) — комплексна експедиція Арктичного і антарктичного науково-дослідного інституту Академії наук СРСР, яка була здійснена у 1955—1957 роках.

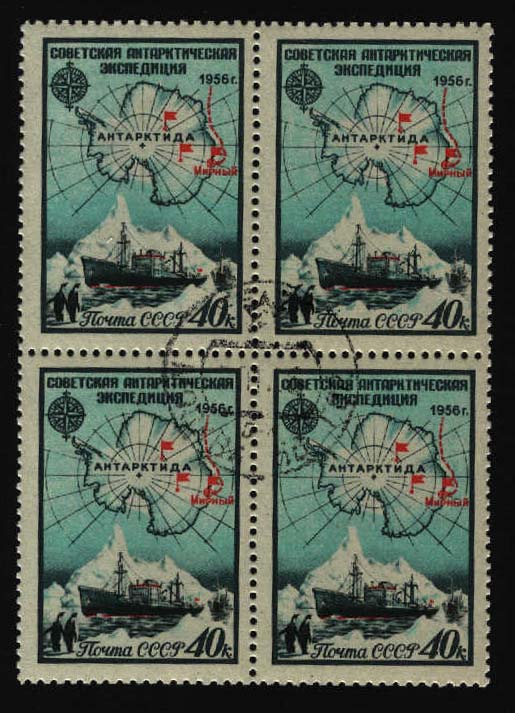
Поштові марки СРСР, випущені на честь І РАЕ.

За висловлюванням радянського вченого Андрія Капиці 
| «Перша експедиція була рекогносцирувальною. Від неї вимагалося: закріпитися в Антарктиді, розпочати роботи та підготувати для наступних експедицій базу штурму внутрішньоконтинентальних районів, про які ми не мали майже ніякого уявлення». |

## Організація і склад
13 липня 1955 року Рада Міністрів СРСР, у зв'язку з підготовкою та проведенням Міжнародного геофізичного року (МГР), видала постанову про організацію Комплексної антарктичної експедиції (КАЕ) Академії наук СРСР. Основними її завданнями були організація головної бази на узбережжі Антарктиди і вибір місця для внутрішньоматерикових науково-дослідних станцій.
КАЕ АН СРСР складалася з двох частин: континентальної і морської. Всього в експедиції (включно з екіпажами суден) брало участь 425 осіб, з них на зимівлю залишилося 92 людини, сезонний склад включав 83 людини, морська частина експедиції — 48 осіб, екіпажі суден — 202 людини.
Загальне керівництво експедицією здійснював доктор географічних наук Михайло Сомов, він же керував материковою частиною. Заступником начальника експедиції з наукової роботи був доктор географічних наук Володимир Корт, який одночасно керував морською частиною експедиції.
Флагманом антарктичної експедиції став дизель-електрохід «Об», який був спеціально переобладнаний під експедиційне судно. Капітаном флагманського судна експедиції і одночасно виконуючим обов'язки заступника начальника І РКАЕ з морських операцій був призначений Іван Ман.
Авіаційний загін експедиції, що складався з двох гелікоптерів Н-86, літаків Ан-2, Лі-2 та Іл-12, очолив полярний льотчик Іван Черевичний.

## Шлях до Антарктиди
Увечері 30 листопада 1955 року з Калінінградського порту вийшов дизель-електрохід «Об». До берегів Антарктиди судно підійшло 5 січня 1956 року, пройшовши крізь вузький прохід між айсбергами в бухту Фарр моря Дейвіса. В точці з координатами 66°28' пд. ш. і 94°43'сх. д. «Об» підійшла до припаю, який окаймляв берег. Дещо західніше було вибране місце для вивантаження експедиції, яке отримало назву «Берег Правди».
14 грудня 1955 року з Калінінграда вийшов дизель-електрохід «Лена» (капітан — Олександр Вєтров), який прибув до Антарктиди 20 січня 1956 року.
15 грудня 1955 року з порту Риги вийшло судно забезпечення «Рефрижератор № 7» (капітан — Михайло Циганков), яке прибуло 8 лютого 1956 року.

## В Антарктиді

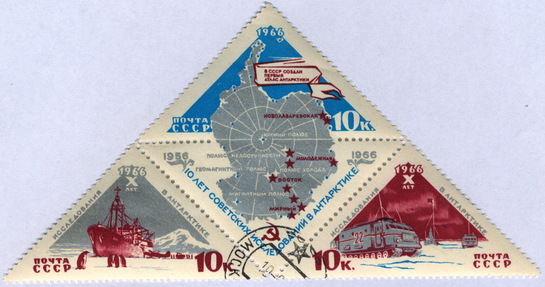
Поштова марка СРСР з нагоди 10-річчя Першої РАЕ.

5 січня 1956 року представники СРСР вперше висадилися на антарктичний материк. Це була група членів експедиції на чолі з професорами Олександром Гусєвим і Петром Шумським.
13 лютого 1956 року був піднятий Державний прапор СРСР і відбулося відкриття першої бази радянських експедицій в Антарктиді — обсерваторії «Мирний» (свою назву полярне селище отримало на честь одного з вітрильних шлюпів першої російської антарктичної експедиції Ф. Беллінсгаузена і М. Лазарєва).
На зимівлю залишилося 92 людини, які розмістилися в декількох будиночках.
За відносно короткий термін у «Мирному» були споруджені не лише житлові будинки, розраховані на забезпечення усім необхідним учасників експедиції, що залишались на зимівлю, але і спеціальний магнітний, сейсмічний і аерологічний павільйони, геофізична, геологічна, гляціологічна, аерофотограметрична, аерологічна, гравіметрична та інші лабораторії, радіостанція, яка підтримувала прямий зв'язок з Москвою.
2 квітня 1956 року з «Мирного» на снігових тракторах «Харьковчанка», які збиралися на Харківському заводі важкого машинобудування ім. Малишева вийшла спеціальна наукова група в кількості 7 чоловік, яка просунулася в глибинні райони континенту на 375 км до місця, яке до того часу не відвідувала людина. Здійснивши до 4 травня перехід у незвичних і винятково важких умовах, 8 травня учасники поїзду почали будівництво внутрішньоматерикової дослідної станції у точці з координатами 69° 44' пд. ш. і 95° 30' сх. д.. 27 травня 1956 року відбулося урочисте відкриття першої внутрішньоконтинентальної станції «Піонерська». Першою жертвою експедиції став українець Віктор Хмара з Полтавщини, який трагічно загинув під час першої радянської висадки у Антарктиді.
Незабаром було вирішено створити і третю антарктичну станцію — «Оазис», не передбачену планами МГР. Місцем будівництва обраний район оази Бангера, де майже відсутній сніговий покрив. Відкриття відбулося 15 жовтня 1956 року, висадка здійснена літаками.

## Зворотній шлях
Здійснивши доставку полярників, завершивши розвантаження і виконавши низку завдань в експедиційному плаванні, кораблі першої КАЕ залишили Антарктику. 29 лютого 1956 р. д/е «Об» покинув рейд «Мирного» і відправився у свій перший океанографічний рейс вздовж берегів континенту. 17 березня вирушив у зворотнє плавання д/е «Лена». Тим часом «Об», прийнявши вантажі в Новій Зеландії та Австралії, на початку травня 1956 року знов повернулася в Антарктику. Мета — прийом останньої пошти зимівників. Коли «Об» наблизилася до «Мирного» на 200 км, 13 травня літак Лі-2 з «Мирного» скинув на судно мішок з листами. 8 червня «Лена», а 8 липня — «Об» прибули в Ленінград.